# Prix Tony-Conigliaro

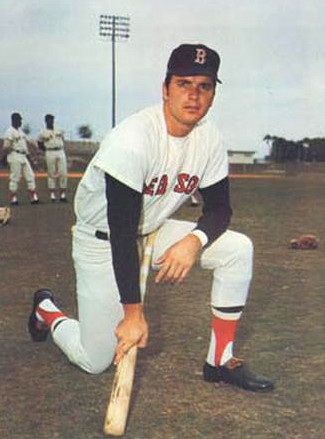
Tony Conigliaro en 1969.

Le prix Tony Conigliaro est une récompensée décernée annuellement par les Ligues majeures de baseball au joueur ayant surmonté d'importants obstacles et ayant triomphé de l'adversité.
Créé à l'initiative des Red Sox de Boston, le prix est décerné depuis la saison 1990 et est nommé en l'honneur de l'ancien joueur Tony Conigliaro, dont la carrière a été écourtée par un accident sur le terrain, alors qu'il a été blessé à un œil après avoir été atteint par un lancer en 1967.

## Gagnants
| Année | Gagnant                                                             | Explication |  |
| ----- | ------------------------------------------------------------------- | --- |  |
| 1990  | Jim Eisenreich, Royals de Kansas City                               | Atteint du syndrome de Gilles de La Tourette. |  |
| 1991  | Dickie Thon, Phillies de Philadelphie                               | Blessé à l'œil en 1984 après avoir été atteint par un tir, incident similaire à celui de Conigliaro. |  |
| 1992  | Jim Abbott, Yankees de New York                                     | Né sans main droite. |  |
| 1993  | Bo Jackson, White Sox de Chicago                                    | A subi en 1992 une opération pour remplacer sa hanche. |  |
| 1994  | Mark Leiter, Angels de la Californie                                | Son fils de 9 mois est décédé de la maladie de Werdnig-Hoffman. |  |
| 1995  | Scott Radinsky, White Sox de Chicago                                | A vaincu la maladie de Hodgkin. |  |
| 1996  | Curtis Pride, Tigers de Detroit                                     | Atteint de surdité. |  |
| 1997  | Eric Davis, Reds de Cincinnati                                      | A souffert d'un cancer du côlon. |  |
| 1998  | Bret Saberhagen, Red Sox de Boston                                  | Sérieuses blessures à l'épaule. |  |
| 1999  | Mike Lowell, Marlins de la Floride                                  | A été atteint d'un cancer des testicules. |  |
| 2000  | Kent Mercker, Angels d'Anaheim Tony Saunders, Rays de Tampa Bay     | Mercker a été victime d'une hémorragie cérébrale ; Saunders s'est cassé un bras après avoir effectué un lancer.                                                                                                |  |
| 2001  | Graeme Lloyd, Expos de Montréal Jason Johnson, Orioles de Baltimore | Lloyd a subi une opération à l'épaule en 2000 et a perdu son épouse, atteinte de la maladie de Crohn ; Johnson souffre de diabète de type 1.                                                                   |  |
| 2002  | José Rijo, Reds de Cincinnati                                       | Absent du jeu pendant 5 ans en raison de blessures à l'épaule. |  |
| 2003  | Jim Mecir, Athletics d'Oakland                                      | Né avec deux pieds-bot. |  |
| 2004  | Dewon Brazelton, Rays de Tampa Bay                                  | A subi une chirurgie pour reconstruire son genou et une opération au bras de type Tommy John. |  |
| 2005  | Aaron Cook, Rockies du Colorado                                     | A souffert de caillots de sang dans les deux poumons. |  |
| 2006  | Freddy Sanchez, Pirates de Pittsburgh                               | Né avec un pied-bot (droit) et une malformation au pied gauche. |  |
| 2007  | Jon Lester, Red Sox de Boston                                       | Lymphome non-hodgkinien. |  |
| 2008  | Rocco Baldelli, Rays de Tampa Bay                                   | Souffre d'une maladie mitochondriale causant une fatigue chronique dans les muscles. |  |
| 2009  | Chris Carpenter, Cardinals de Saint-Louis                           | Revenu au jeu après une opération de type Tommy John au bras. |  |
| 2010  | Joaquín Benoit, Rays de Tampa Bay                                   | Absent du jeu une année après une blessure à la coiffe du rotateur. |  |
| 2011  | Tony Campana, Cubs de Chicago                                       | Lymphome de Hodgkin durant l'enfance. |  |
| 2012  | R. A. Dickey, Mets de New York                                      | Victime d'abus sexuel sur mineur ; lance sans ligament croisé ulnaire dans son bras droit. |  |
| 2013  | John Lackey, Red Sox de Boston                                      | Retour au jeu après une opération Tommy John. |  |
| 2014  | Wilson Ramos, Nationals de Washington                               | Revenu au jeu après avoir souffert de lésions au ligament croisé antérieur du genou droit, d'un hamatum à la main gauche, de multiples blessures aux ischio-jambiers, en plus d'avoir survécu à un kidnapping. |  |
| 2015  | Mitch Harris, Cardinals de Saint-Louis                              | Atteint le baseball majeur en 2015 après avoir mis sa carrière sportive en veilleuse pendant cinq ans pour servir dans la marine des États-Unis.                                                               |  |
| 2016  | Yangervis Solarte, Padres de San Diego                              | Est éprouvé par la mort de son épouse et mère de ses trois enfants. |  |
| 2017  | Chad Bettis, Rockies du Colorado                                    | Est retourné du baseball majeur en juin 2017 après un diagnostic, chirurgerie et traitement pour cancer testiculaire.                                                                                          |  |
| 2018  | Stephen Piscotty, Athletics d’Oakland                               | Sa mère s’étient à cause de Sclerose laterale amyotrophique |  |
| 2019  | Rich Hill, Dodgers de Los Angeles                                   | Blessures nombreuses à son bras et l’annoncement publique du mort de son fils, Brooks. |  |
| 2020  | Daniel Bard, Rockies du Colorado                                    | Avant la saison 2020, il a lancé dans les Ligues majeures en 2013 et pris son retraite de baseball professionnel en 2017. Il a eu des problèmes avec sa contrôle du lancement.                                 |  |
| 2021  | Trey Mancini, Orioles de Baltimore                                  | Il est revenu à la MLB après de ne participer à la saison 2020 à cause d'un diagnostic du cancer du colon au mars 2020.                                                                                        |  |
| 2022  | José Cuas, Royals de Kansas City                                    | Il a connu un parcours difficile pour accéder à la MLB. |  |
| 2023  | Liam Hendriks, Orioles de Baltimore                                 | Il est revenu à la MLB après de ne participer le premier deux mois de la saison 2023 à cause d'un diagnostic du Lymphome non hodgkinien.                                                                       |  |